# 마리아 스투아르다

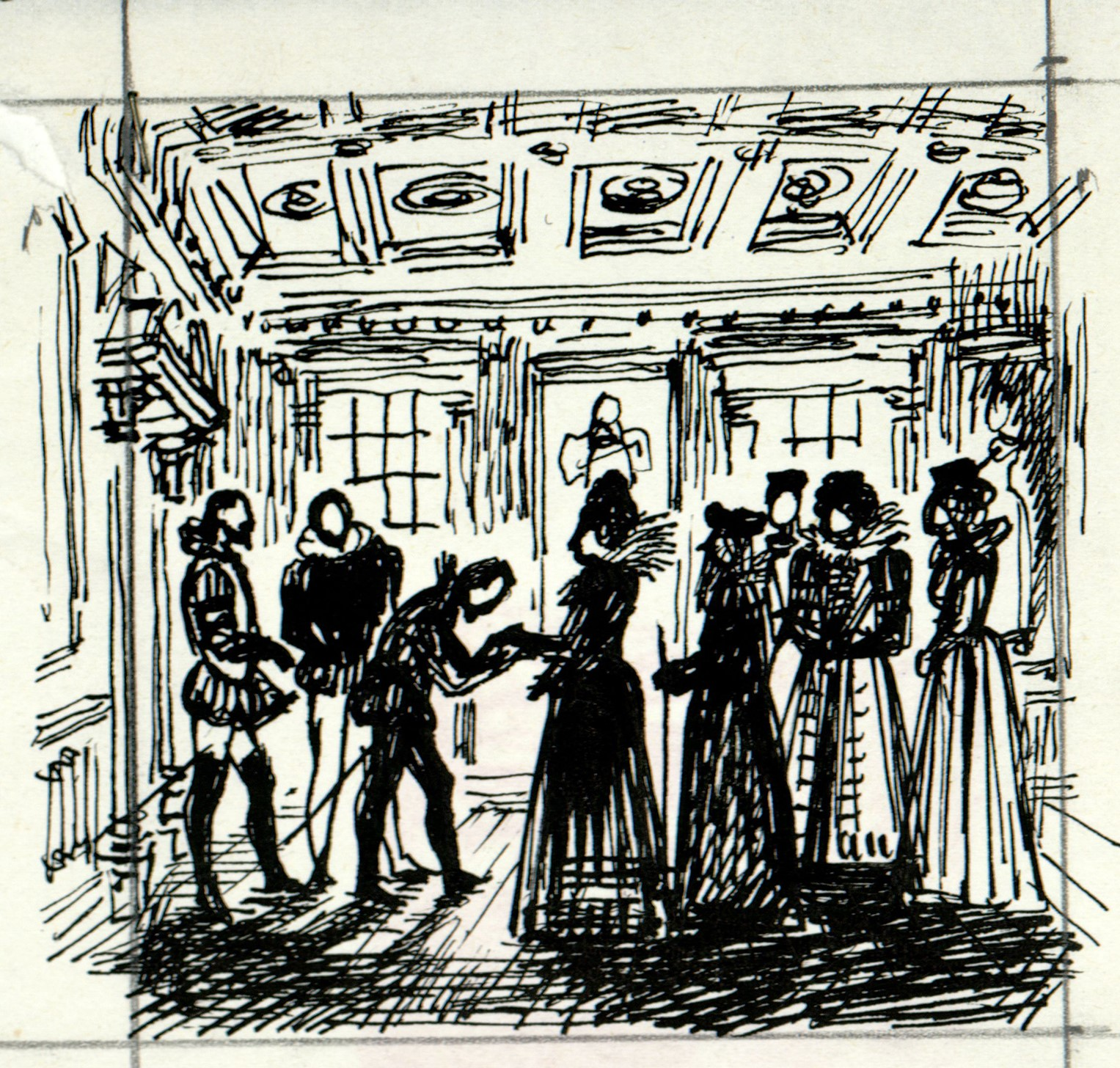

마리아 스투아르다(Maria Stuarda)는 가에타노 도니제티가 작곡한 2막의 서정 비극(tragedia lirica), 또는 비극 오페라이다. 프리드리히 실러의 연극 "《마리아 슈투아르트》" (1800)를 기초로 주세페 바르다리가 대본을 작성하였다. 1835년 12월 30일 밀라노 라 스카라 극장에서 초연되었다.
주제는 스코틀랜드의 여왕 메리와 잉글랜드의 여왕 엘리자베스 1세의 삶을 주제로 삼는다. 이 작품이 작곡된 후, 왕이 이 오페라의 상연을 금지하자, 도니제티는 악보의 큰 부분을 다른 작품, "《Buondelmonte》"에 사용하였다. 소프라노 가수 마리아 말리브란이 라 스카라 극장의 초연을 밀어붙이며, 재수정 검열을 무시하였으나, 밀라노 당국은 금지를 강제하였다. 이탈리아에서의 상연이 불가능하다는 것을 깨닫고, 런던에서의 초연이 계획되었지만, 1836년 말리브란아 28세에 갑작스럽게 죽게 되자, 이 작업이 중단되었다. "Buondelmonte"의 몇 개의 작품을 제외하면, 이 작품은 1958년 도니제티의 고향인 베르가모에서의 공연되어 원작을 성공으로 이끌기 전까진 잊혀졌다. 영국에서의 초연은 1966년 3월 1일에 열리게 되었다.
원작의 엘리자베타의 음악 부분이 간소화될 것을 강요되었으나, 도니제티는 악보 가장자리에 "그러나 그건 추하다"라고 휘갈겨쓰고, 더 이상의 변경을 거부하는 글을 썼다. "수정해라. 너는 아마도 100년 동안을 사는가 보다!"

## 등장인물
- 주요 인물

| 역할                                                 | 성악 부분    | Premiere, December 30, 1835 |
| ---------------------------------------------------- | ------------ | --------------------------- |
| 엘리자베타 (엘리자베스 1세), 잉글랜드의 여왕         | 메조소프라노 | Giacinta Puzzi Tosi         |
| 마리아 스투아르다 (메리 스튜어트), 스코틀랜드의 여왕 | 소프라노     | Maria Malibran              |
| 안나 케네디                                          | 메조소프라노 | Teresa Moja                 |
| 로베르토, 레이체스테르 백작                          | 테너         | Domenico Reina              |
| 구즐리엘모 체칠 경l, 재무장관                        | 바리톤       | Pietro Novelli              |
| 조르지오 탈보트, 스레우스부리 백작                   | 베이스       | Ignazio Marini              |
| 전령                                                 | 테너         |                             |

## 줄거리
무대: 영국, 16세기 중반

## 유명한 아리아
O nube che lieve - Maria Stuarda (S) 아리아